# إيزابيل دينيجيزيان
إيزابيل دينيجيزيان (بالسويدية: Esabelle Dingizian) و (بالأرمنية: Իզապէլ Տինկիզեան) وهي سياسية سويدية من أصل أرمني عراقي ولدت في سنة 1962 في مدينة بغداد عاصمة العراق وهي عضوة في حزب البيئة - الخضر وكانت عضوة في مقاطعة ستوكهولم في السويد.